# Дэвис, Том (политик Островов Кука)
Том Дэвис (англ. Tom Davis; 11 июня 1917, Раротонга — 23 июля 2007, Раротонга) — премьер-министр Островов Кука. Родился на острове Раротонга. Полное имя — Томас Роберт Александр Харрис Дэвис (англ. Thomas Robert Alexander Harries Davis).

## Биография
В возрасте 12 лет отправился учиться в Новую Зеландию в город Окленд. В 1940 году женился на Лидии Хендерсон (в браке родилось 3 детей). Образование продолжил в Университете Отаго, где получил медицинский диплом. После выпуска с 1945 по 1949 год работал на Островах Кука медиком. В 1949 году уехал в Австралию, где получил диплом специалиста по тропическим заболеваниям. В 1952 году получил в Гарвардском Университете степень магистра здравоохранения. Работал в вооружённых силах психологом, затем в НАСА. В 1979 году женился во второй раз на Па Тепаэру Терито Арики. В 1981 году получил от британской королевы Елизаветы II рыцарское звание, в 2005 году в Университете Отаго — степень почётного доктора права.
Том Дэвис является основателем Демократической партии Островов Кука, появившейся в 1971 году. В 1972 году он стал её руководителем. Дважды занимал пост премьер-министра Островов Кука. Был высоким комиссаром в Новой Зеландии.